# Tillandsia ferreyrae
Tillandsia ferreyrae là một loài thuộc chi Tillandsia.

## Hình ảnh

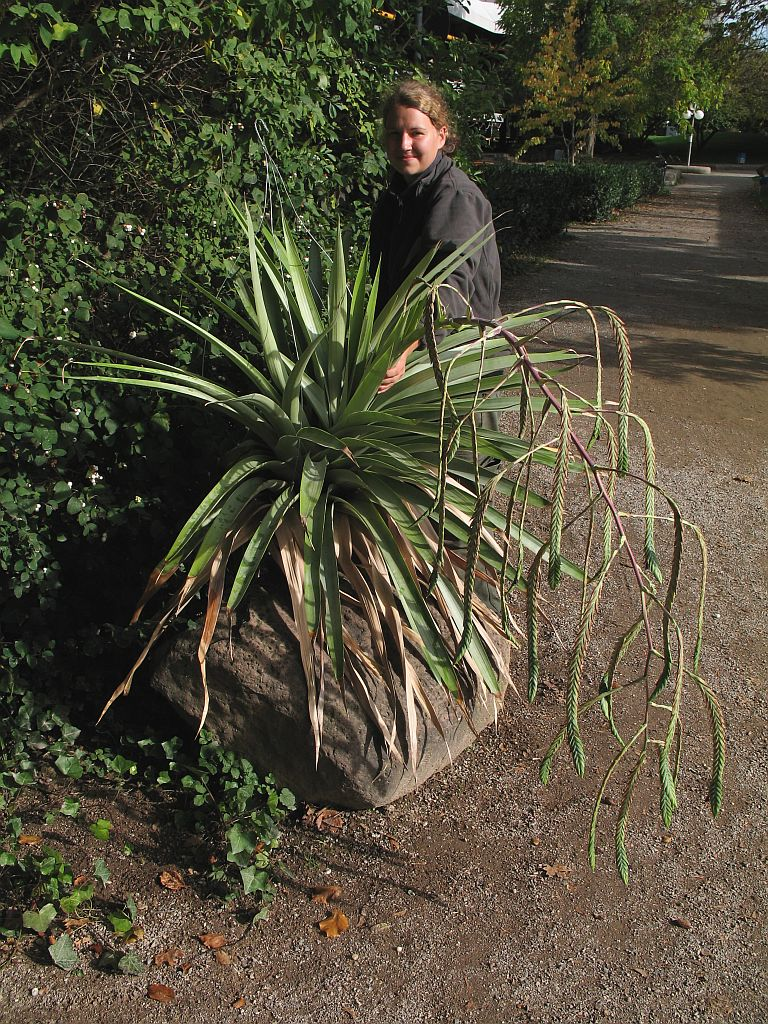
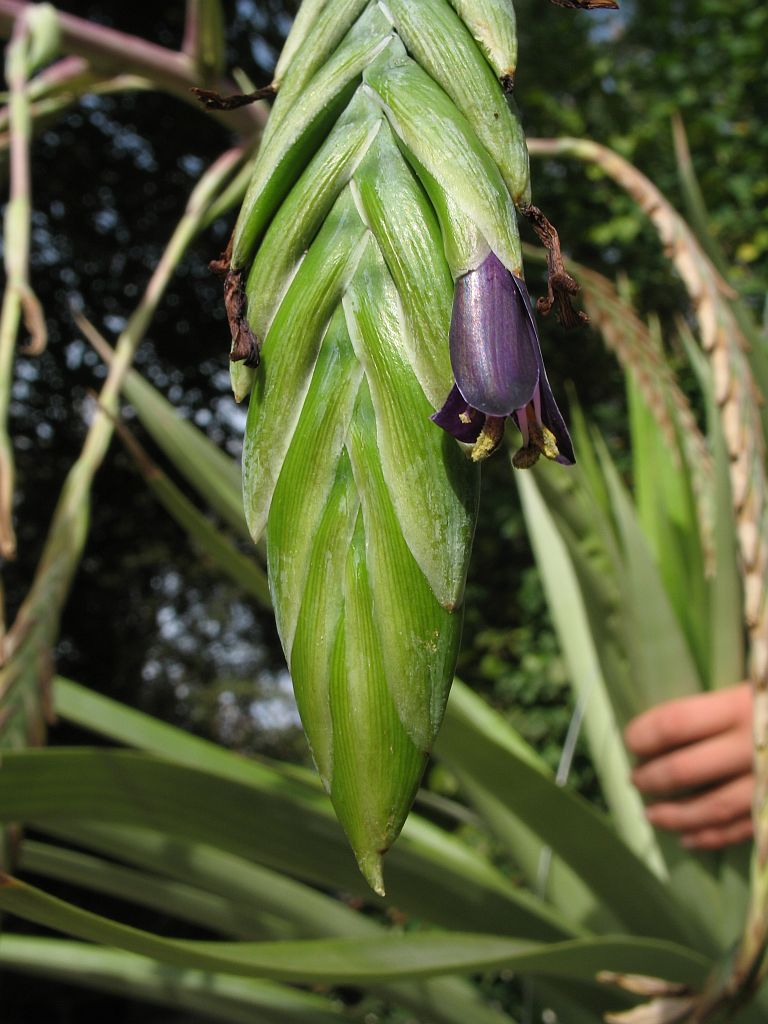
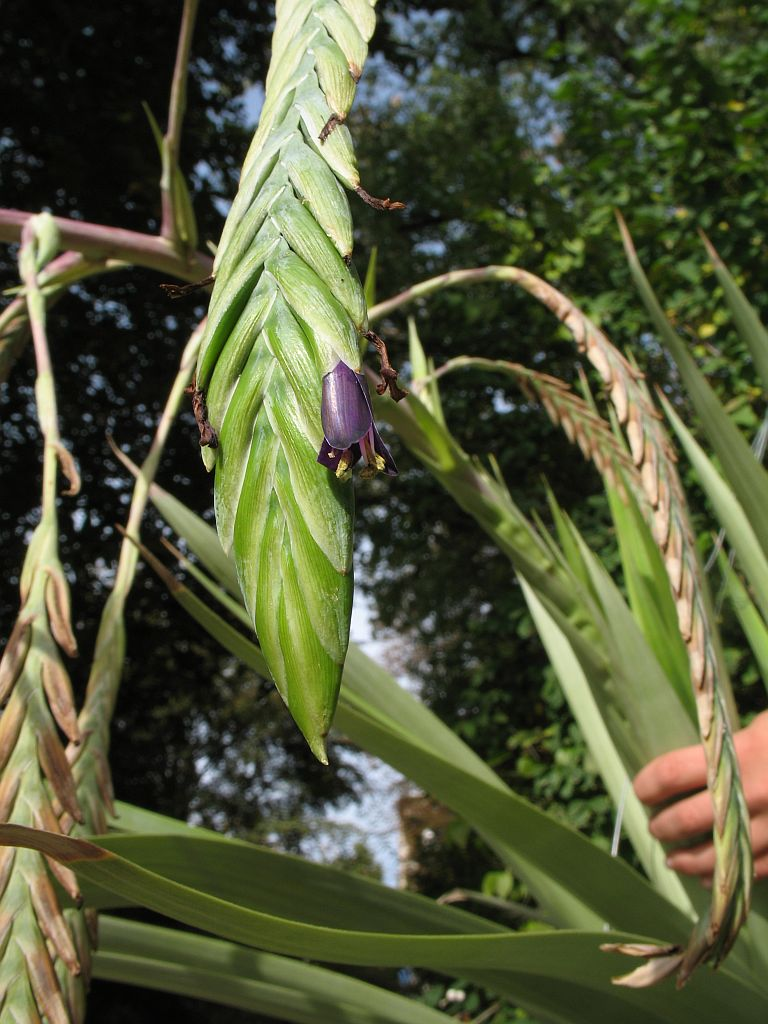

## Giống
- Tillandsia 'Rechoncho'
- Tillandsia 'Royal Sceptre'